# Tony Diprose
Anthony James Diprose, plus connu sous le nom de Tony Diprose, est né le 22 septembre 1972 à Orsett, Essex (Angleterre). C’est un joueur de rugby à XV, qui joue avec l'équipe d'Angleterre de 1997 à 1998 et avec les clubs de Saracens et Harlequins.
Il est numéro 8 et mesure 1,90 m pour 88 kg.

## Carrière
En 1995-1996, Tony Diprose est capitaine de l'Angleterre A pour une saison invaincue, 12 mois après avoir été élu par la RFU le meilleur jeune joueur de l'année.
Il a eu sa première cape internationale le 31 mai 1997, à l’occasion d’un match contre l'équipe d'Argentine lors d'une tournée en Argentine alors que les meilleurs anglais jouaient des matchs avec les Lions britanniques en tournée.
Il participe à des matchs de la tournée d'automne 1997, puis au Tournoi des cinq nations 1998. 
L'été 1998, il participe à la tournée de l'Angleterre dans l'hémisphère sud alors que l'Angleterre déplore l'absence de certains cadres. Pour le match du 6 juin 1998, il est nommé capitaine. Il fait un match satisfaisant dans une équipe affaiblie qui subit la plus grande défaite internationale de l'histoire : 0-76 contre l'équipe d'Australie !!!
Bien qu'il dispute des saisons satisfaisantes en championnat anglais, il ne connaît plus de sélections, le titulaire du poste n°8, Lawrence Dallaglio, ne laissant pas cette possibilité.
Tony Diprose change d'équipe durant l'été 2001, il quitte les Saracens pour les Harlequins.

## Clubs successifs
- Saracens 1994-2001,
- Harlequins 2001-2005

## Sélection nationale
- 10 sélections avec l'Angleterre
- Sélections par année : 4 en 1997, 6 en 1998.
- Tournoi des Cinq Nations disputé: 1998.

## Palmarès
- Vainqueur de la Coupe d'Angleterre :  1998